# Andreas Toudahl
Andreas Toudahl (født 7. januar 1982 i Kjellerup) er en tidligere dansk håndboldspiller, som senest spillede i SønderjyskE Håndbold.
Fra 2003 til 2007 spillede han i Viborg HK. Han debuterede i 1990 i DHG Odense og spillede derefter i Otterup HK.
Andreas Toudahl debuterede d. 20. november 2004 på det danske A-landshold. Han har spillet 23 A-landskampe og lavet 64 mål.
Han har desuden også spillet for Bjerringbro-Silkeborg og Skjern Håndbold.